# Tom Powers

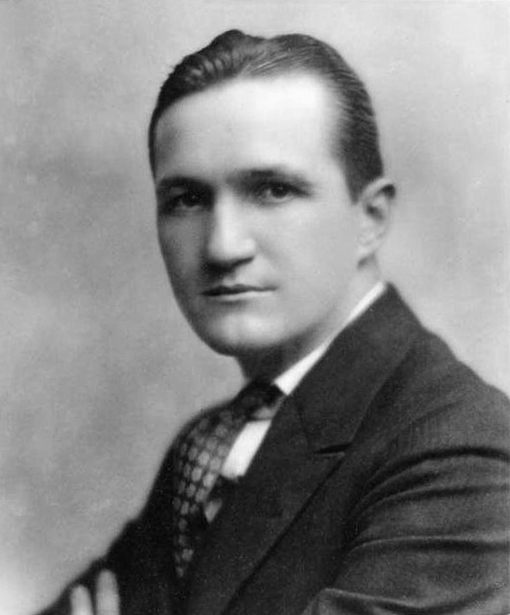
Tom Powers (1922)

Tom Powers (* 7. Juli 1890 in Owensboro, Kentucky; † 7. November 1955 in Hollywood, Kalifornien) war ein US-amerikanischer Bühnen- und Filmschauspieler.

## Leben und Karriere
Tom Powers, gebürtig aus Kentucky stammend, studierte Schauspielerei an der American Academy of Dramatic Arts. Anschließend unterschrieb er mit 21 Jahren einen Vertrag beim Filmstudio Vitagraph. Nach seinem ersten Film The Sheriff’s Friend (1911) konnte er sich schnell als Darsteller in zahlreichen Kurzfilmen durchsetzen, wobei er sowohl in Komödien als auch in Dramen spielte. Nach dem Ende seines Vertrages bei Vitagraph arbeitete Powers für einige Jahre in England beim Film und Theater. Nach seiner Rückkehr in die Vereinigten Staaten galt Powers mittlerweile als etablierter und bekannter Schauspieler. 1917 spielte er unter Regie von Laurence Trimble in dem Stummfilmdrama The Auction Block (1917) die Hauptrolle eines Alkoholikers.
Danach wandte sich Powers komplett der Theaterarbeit zu. Am Broadway spielte er erstmals 1916 im Stück Mr. Lazarus, in den nächsten Jahrzehnten sollte er dort zu einer festen Größe in über 30 Produktionen bis 1944 werden. Während er zunächst meist als Star in Musicalkomödien eingesetzt wurde, spielte er in späteren Jahren auch ernstere Rollen wie Charles Marsden in der Uraufführung von Eugene O’Neills Drama Strange Interlude (deutscher Titel Seltsames Zwischenspiel, 1928).
1944 begann der zweite Abschnitt seiner Filmkarriere, als Billy Wilder ihn  – nach 27 Jahren Abwesenheit – für seinen Film-noir-Klassiker Frau ohne Gewissen vor die Kamera zurückholte. Powers’ Rolle als wohlhabender, argloser Ehemann, der seiner „gewissenlosen“ Frau zum Opfer fällt, ist seine heute wohl noch bekannteste Rolle. Er blieb in Hollywood und spielte bis zu seinem Tod sowohl größere als auch kleinere Nebenrollen in über 60 Filmen, darunter Die blaue Dahlie (1946), Der schwarze Reiter (1947), Endstation Mond (1950) und Julius Caesar (1953). Häufig verkörperte er dabei Autoritätsfiguren wie Polizisten, Armeeoffiziere oder Anwälte. Ab Anfang der 1950er-Jahre übernahm Powers auch regelmäßig Gastrollen in Fernsehproduktionen.
Tom Powers starb 1955 im Alter von 65 Jahren an Herzschwäche, seine letzten Film- und Fernsehrollen wurden erst nach seinem Tod veröffentlicht. Er war verheiratet mit Anita Janney.

## Filmografie (Auswahl)
- 1911: The Sheriff’s Friend
- 1914: Gertie the Dinosaur
- 1914: Morphia the Death Drug (auch Drehbuchautor)
- 1915: Barnaby Rudge
- 1917: The Auction Block
- 1944: Frau ohne Gewissen (Double Indemnity)
- 1946: Die blaue Dahlie (The Blue Dahlia)
- 1946: In Ketten um Kap Horn (Two Years Before the Mast)
- 1947: Der schwarze Reiter (Angel and the Badman)
- 1947: Die Farmerstochter (The Farmer’s Daughter)
- 1947: They Won’t Believe Me
- 1948: Im Lande der Kakteen (Mexican Hayride)
- 1948: Gangster der Prärie (Station West)
- 1948: Die bronzene Göttin (The Velvet Touch)
- 1949: Verlorenes Spiel (East Side, West Side)
- 1949: Sumpf des Verbrechens (Scene of the Crime)
- 1949: Todesfalle von Chikago (Chicago Deadline)
- 1950: Der Nevada-Mann (The Nevadan)
- 1950: Endstation Mond (Destination Moon)
- 1950: Der einsame Champion (Right Cross)
- 1951: Verschwörung im Nachtexpreß (The Tall Target)
- 1951: Tödliches Pflaster Sunset Strip (The Strip)
- 1951: Stadt in Aufruhr (The Well)
- 1952: Sein großer Kampf (Flesh and Fury)
- 1952: Die Maske runter (Deadline – U.S.A.)
- 1952: Kurier nach Triest (Diplomatic Courier)
- 1952: Ein Fremder ruft an (Phone Call from a Stranger)
- 1952: Wir sind gar nicht verheiratet (We’re Not Married)
- 1952: Fluch der Verlorenen (Horizons West)
- 1952: Terror am Rio Grande (Denver and Rio Grande)
- 1952: Die Stahlfalle (The Steel Trap)
- 1953: Donovans Hirn (Donovan’s Brain)
- 1953: Julius Caesar
- 1953: Starr vor Angst (Scared Stiff)
- 1953: Der Richter bin ich (I, the Jury)
- 1955: Rächer in Schwarz (Ten Wanted Men)